# Bashahr

Briefmarke von Bashahr (1900)

Bashahr (Bushahr, Bussahir) war einer der Fürstenstaaten in den damals zu Punjab gehörigen Ausläufern des Himalaya um Shimla in Britisch-Indien. Die Hauptstadt von Bashahr war Sarahan (heute: Bushahr Sarahan, im Unterschied zu "Kullu Sarahan" im nahegelegenen Äußeren Saraj, das zu Kullu gehört).
Der Geschichte nach war Pradhuman, ein Sohn des Gottes Krishna, der Gründer des Fürstentums. Die Sage nennt den Rana Danbar Singh, einen Rajputen, der 1412 aus dem Dekkan kam. Bashahr wurde 1803 von Nepal besetzt, 1815 im Verlauf des Gurkha-Krieges von den Briten befreit. 1815–1947 war das Fürstentum britisches Protektorat; der Herrscher führte den Titel Raja.
1898 übernahmen die Briten die Verwaltung des Fürstentums, obgleich der Raja nominell weiterhin regierte.
Bashahr hatte 1941 eine Fläche von 8907 km² und 115.000 Einwohner und schloss sich am 15. April 1948 als größtes der Fürstentümer mit 30 anderen kleinen Fürstentümern zum Staatenbund Himachal Pradesh zusammen. Alle Fürstentümer wurden am 1. November 1956 aufgelöst. Raja Virbhadra Singh (1947–1956) engagierte sich ab 1962 in der indischen Politik. Er war 1976 stellvertretender Minister für Tourismus und zivilen Flugverkehr, 1976/77 Staatsminister für Industrie und ab 1983 mehrmals und auch heute Chief Minister von Himachal Pradesh.
Bashahr hatte 1895–1901 eine eigene Staatspost mit eigenen Briefmarken.
Die Region war historisch ein wichtiges Durchzugsgebiet von Karawanen auf der "Great Hindustan Tibet Road" nach Tibet und ist heute durch den National Highway 21 an die Landeshauptstadt Shimla angeschlossen. Das ehemalige Staatsgebiet bildet heute in etwa den Distrikt Rampur Bushahr mit Rampur (920 m) im Sutlej-Tal als Verwaltungssitz. 
Traditionell gesellschaftliches und heute noch spirituelles Zentrum ist der Bhima Kali Tempel in Bushahr Sarahan (2160 m), eine der bedeutendsten Tempelbauten des westlichen Himalaya.  